# سیارک ۲۰۰۷
سیارک ۲۰۰۷ (به انگلیسی: 2007 McCuskey، نامگذاری:1963SQ) دو هزار و هفتمین سیارک کشف شده‌است که در ۲۲ سپتامبر ۱۹۶۳ کشف شد.
قدر مطلق سیارک برابر ۱۱٫۸۰ است.